# Hold Your Fire (파이어하우스의 음반)
| 전문가 평가                | 전문가 평가 |
| 평가 점수                  | 평가 점수   |
| 출처                       | 점수        |
| -------------------------- | ----------- |
| 올뮤직                     | [ 1 ]       |
| 시카고 트리뷴              | [ 2 ]       |
| Christgau's Consumer Guide | C−          |
| 엔터테인먼트 위클리        | D           |

Hold Your Fire는 하드 록 밴드 파이어하우스의 두 번째 스튜디오 음반이다. 이 음반은 1992년 6월에 발매되었다. 이 음반은 빌보드 200 탑 앨범 차트에서 30주 동안 머물렀고, 최고 순위 23위를 기록했다.
이 음반에는 "Reach for the Sky", "Sleeping with You", "When I Look into Your Eyes"가 싱글로 발매되었다. 이 음반은 미국에서 50만 장 이상 판매되어 RIAA로부터 골드 인증을 받았다.
이 음반은 데이비드 프레이터가 비슷한 시기에 프로듀싱한 드림 시어터의 음반 Images and Words에 사용된 것과 동일한 스네어 사운드를 사용한 것으로도 알려져 있다.

## 트랙 목록
모든 곡은 빌 레버티와 C. J. 스네어가 작곡했으며, 예외 사항은 별도로 표기한다.
1. "Reach for the Sky" – 4:47
2. "Rock You Tonight" – 4:35
3. "Sleeping with You" – 3:51
4. "You're Too Bad" – 3:38
5. "When I Look into Your Eyes" – 4:00
6. "Get in Touch" – 5:24
7. "Hold Your Fire" – 3:51
8. "The Meaning of Love" – 4:12
9. "Talk of the Town" – 4:38
10. "Life in the Real World" – 3:36
11. "Mama Didn't Raise No Fool" (포스터, 레버티, 리처드슨, 스네어) – 4:00
12. "Hold the Dream" – 5:02

## 참여 인원
- C. J. 스네어 – 리드 보컬, 키보드
- 빌 레버티 – 기타
- 페리 리처드슨 – 베이스 기타
- 마이클 포스터 – 드럼, 퍼커션

제작
- 데이비드 프레이터 – 프로듀서
- 마이클 캐플런 – 총괄 프로듀서
- 더그 오버커처 – 엔지니어
- 스티브 레지나 – 보조 엔지니어
- 데이비드 프레이터 – 믹싱
- 더그 오버커처 – 믹싱
- 블라디미르 멜러 – 마스터링

## 차트
| 차트 (1992)                   | 최고 순위 |
| ----------------------------- | --------- |
| 호주 음반 (ARIA)              | 180       |
| 독일 앨범 (Offizielle 탑 100) | 66        |
| 일본 음반 (오리콘)            | 14        |
| 미국 빌보드 200               | 23        |

## 인증
| 국가                       | 인증 | 판매량/출하량 |
| -------------------------- | ---- | ------------- |
| 미국 (RIAA)                | 골드 | 500,000^      |
| ^출하량을 기반으로 한 인증 |      |               |